# Antiga Casa de la Cartoixa
L'Antiga Casa de la Cartoixa és una obra barroca de Gratallops (Priorat) protegida com a Bé Cultural d'Interès Local.

## Descripció
Es tracta d'un edifici de planta baixa i dos pisos, l'interés del qual es troba en la porta d'entrada. Sobre un sistema de dovelles hi ha, esculpides diferents formes decoratives. Sobre l'arc de mig punt hi ha un fris amb una decoració de tríglifs i mètopes intercalades amb rostres i rosetons. L'arc arrenca sobre unes impostes que descansen sobre el marc de la porta. És l'única construcció decorada de la població pel que fa a les portalades. Sobre la porta, el pany representa l'escut de Scala Dei.

## Història
La casa constituïa la residencia dels monjos de Scala Dei a Gratallops. A la desamortització fou venuda a un particular. Avui és un habitatge particular que, amb un evident mal gust, i amb l'aquiescència de l'ajuntament, ha emblanquinat la portalada i els relleus.